# سحاب (شهر)
سحاب  (به عربی: سحاب) شهری در استان عمان است که در کشور اردن واقع شده‌است. جمعیت این شهر ۴۳٫۹۰۹ نفر است.